# 米百俵

米百俵の群像（長岡市千秋が原ふるさとの森）

米百俵（こめひゃっぴょう）は、幕末から明治初期にかけて活躍した長岡藩の藩士小林虎三郎による教育にまつわる故事。後に山本有三による戯曲で有名になった。この逸話は、現在の辛抱が将来利益となることを象徴する物語として引用される。

## 内容

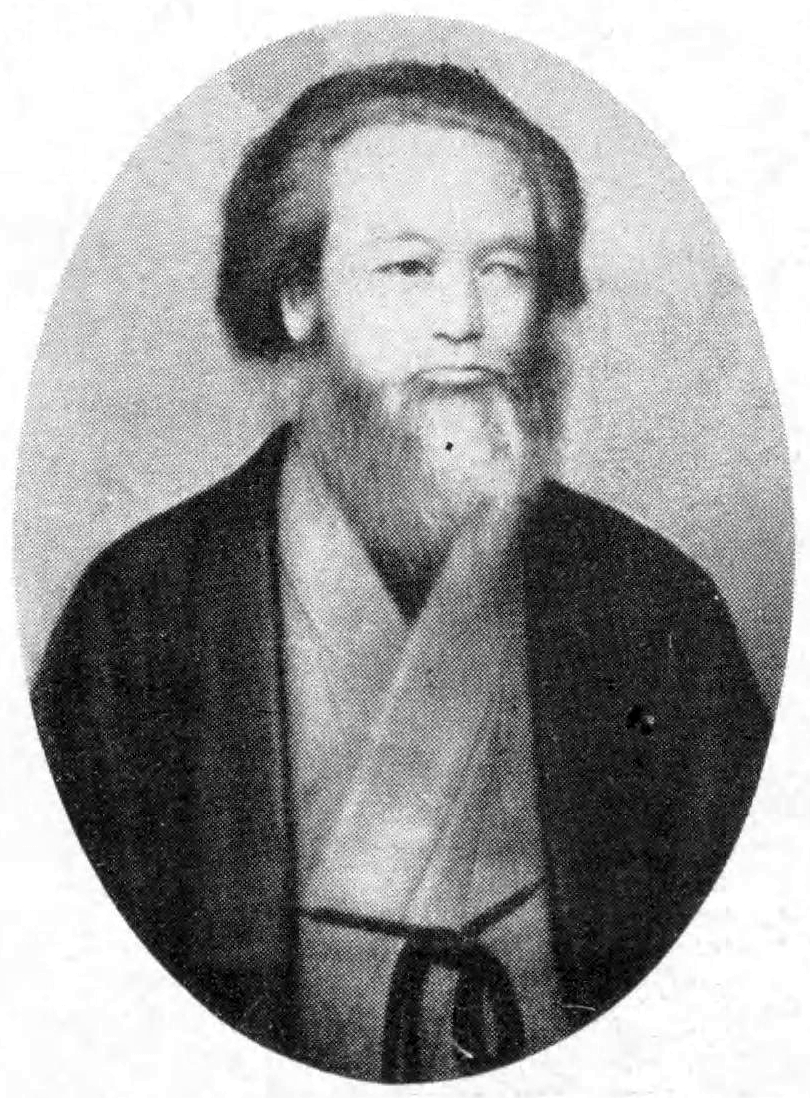
小林虎三郎

河井継之助が率いた北越戦争（戊辰戦争の一つ）で敗れた長岡藩は、7万4000石から2万4000石に減知され、実収にして6割を失って財政が窮乏し、藩士たちはその日の食にも苦慮する状態であった。このため窮状を見かねた長岡藩の支藩三根山藩から百俵の米が贈られることとなった。

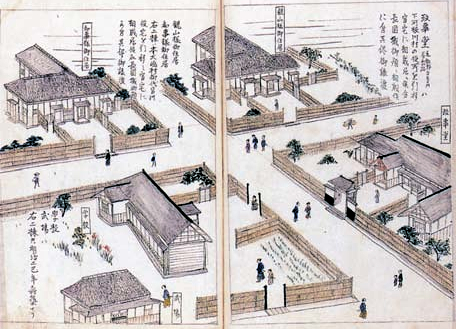
国漢学校を描いた絵図。『懐旧雑誌』（小川當知、1879年（明治12年））より。

藩士たちは、これで生活が少しでも楽になると喜んだが、藩の大参事小林虎三郎は、贈られた米を藩士に分け与えず、売却の上で学校設立の費用（学校設備の費用とも）とすることを決定する。藩士たちはこの通達に驚き反発して虎三郎のもとへと押しかけ抗議するが、それに対し虎三郎は、
「百俵の米も、食えばたちまちなくなるが、教育にあてれば明日の一万、百万俵となる」
と諭し、自らの政策を押しきった。
この米百俵の売却金によって開校したのが「国漢学校」であり、洋学局と医学局が設置された。この学校は士族によって建てられた学校であるが、一定の学力に達した庶民の入学も許可された。国漢学校は、現在の長岡市立阪之上小学校、新潟県立長岡高等学校の前身となった。なお長岡藩江戸上屋敷にも国漢学校があり、長崎に医術の修行のため内地留学も出していた。

## 余談
この物語は「米百俵の精神」という言葉になり、内閣総理大臣だった小泉純一郎が、小泉内閣発足直後の国会の所信表明演説で引用されて有名になり、2001年の流行語大賞にも選ばれた。
長岡市内では音楽イベント「米百俵フェス」や秋に行われる「米百俵まつり」、再開発地区「米百俵プレイス」など様々な場面で名前が取り入れられている。

### 映像化
1993年（平成5年）に『米百俵 小林虎三郎の天命』のタイトルでオリジナルビデオ化。後にDVD化もされている。
- 製作：米百俵実行委員会
- 製作協力：京都映画、株式会社パーム
- 原作：山本有三
- 監督/脚本:島宏　
- 助監督:津島勝　
- ナレーター:鈴木瑞穂　殺陣：布目真爾
- ハイビジョン技術:ソニーPCL
- 現像・テレシネ:IMAGICA
- 企画・製作者：斑目力曠　エグゼクティブプロデューサー：市川晃一
- 協力：長岡市、長岡商工会議所、長岡青年会議所　
- キャスト：中村嘉葎雄（小林虎三郎）、真行寺君枝（白石お美代）、沖田浩之（金子尚蔵）、河原崎建三（吉岡十浪）、稲垣ひろ子（笹谷加代）、片桐光洋（岸宇吉）、長谷川明男（河井継之助）、佐原健二（佐久間象山）、尾藤イサオ（吉田松陰）、堺美紀子（河井すがこ）、大出俊（三島億二郎）、三原じゅん子（光恵）、高野眞二、月形哲之介、潮健児、星ルイス、水咲まゆ花、加藤精三、星美智子　ほか

### 歌舞伎化
2001年（平成13年）に歌舞伎化。歌舞伎座九月公演『米百俵』（主演中村吉右衛門）は、当時の小泉首相も観劇した。